# Дружное (Сумская область)
Дружное (укр. Дружне) — село,
Гринцевский сельский совет,
Лебединский район,
Сумская область,
Украина.
Код КОАТУУ — 5922983204. Население по переписи 2001 года составляло 33 человека.

## Географическое положение
Село Дружное находится в 4-х км от истоков реки Ольшанка.
На расстоянии в 1 км расположено село Мирное.
По селу протекает пересыхающий ручей с запрудой.